# Natalja Eduardowna Pantelejewa
Natalja Eduardowna Pantelejewa (russisch Ната́лья Эдуа́рдовна Пантеле́ева, engl. Transkription Natalya Panteleyeva; * 10. September 1983 in Dserschinsk, RSFSR, Sowjetunion) ist eine ehemalige russische Mittelstreckenläuferin, die sich auf die 1500-Meter-Distanz spezialisiert hat. Ihren größten Erfolg feierte sie mit dem Vizehalleneuropameistertitel über 1500 Meter 2007 in Birmingham.

## Sportliche Laufbahn
Erste internationale Erfahrungen sammelte Natalja Pantelejewa im Jahr 2002, als sie bei den Juniorenweltmeisterschaften in Kingston in 2:08,36 min den siebten Platz im 800-Meter-Lauf belegte. 2005 belegte sie bei den U23-Europameisterschaften in Erfurt in 4:17,21 min den fünften Platz im 1500-Meter-Lauf und 2007 gewann sie bei den Halleneuropameisterschaften in Birmingham in 4:06,04 min die Silbermedaille hinter der Polin Lidia Chojecka. Im Sommer belegte sie dann bei den Weltmeisterschaften in Osaka in 4:07,82 min im Finale den siebten Platz. 2011 beendete sie ihre aktive sportliche Karriere im Alter von 28 Jahren.
2007 wurde Pantelejewa russische Meisterin im 1500-Meter-Lauf sowie Hallenmeisterin in der 4-mal-800-Meter-Staffel.

## Persönliche Bestleistungen
- 800 Meter: 1:59,21 min, 24. Juni 2006 in Schukowski
  - 800 Meter (Halle): 2:02,99 min, 25. Januar 2007 in Moskau
- 1500 Meter: 4:00,81 min, 15. Juni 2006 in Tula
  - 1500 Meter (Halle): 4:06,04 min, 3. März 2007 in Birmingham
- Meile: 4:27,18 min, 29. Juni 2007 in Moskau